# Daína Chaviano
Daína Chaviano (L'Avana, 19 febbraio 1957) è una scrittrice cubana-statunitense di origine francese e asturiana. È considerata una delle tre scrittrici di fantasy e fantascienza più importanti in lingua spagnola, insieme ad Angélica Gorodischer (Argentina) e Elia Barceló (Spagna), formando la cosiddetta “trinità femminile della fantascienza in Iberoamerica”.
I suoi temi letterari abbracciano la mitologia, l'erotismo, la storia antica, la sociologia, la parapsicologia, la politica e la magia, arricchiti allo stesso tempo con uno stile pieno di immagini poetiche e sensuali. Vive negli Stati Uniti dal 1991.

## Biografia
È nata a L'Avana, primogenita di quattro figli di padre economista e madre con due dottorati, uno in Filosofia e Lettere e l'altro in Psicologia.
All'inizio degli studi universitari, vinse nel 1979 il primo concorso di fantascienza mai organizzato a Cuba con la raccolta di racconti Los mundos que amo ("I mondi che amo"). Dopo la pubblicazione del libro (1980), la storia è stata adattata e pubblicata come fotoromanzo nel 1982, vendendo 200.000 copie in 3 mesi, un fatto senza precedenti che ha dato inizio alla sua popolarità come autrice.  La trama – pressoché identica sia nella versione del racconto che in quella del fotoromanzo – è stata considerata “un fenomeno editoriale” che “metteva in discussione le strutture gerarchiche che le istituzioni governative della cultura rivoluzionaria imponevano in campo letterario già a partire dal 1960”. Questo record di vendite "ruppe con una logica editoriale che considerava la fantascienza un genere minore".
Dopo aver conseguito la laurea in Lingua e Letteratura inglese presso l'Università dell'Avana, ha fondato il primo laboratorio letterario di fantascienza nel suo paese, che ha chiamato “Oscar Hurtado” in onore del padre di quel genere nell'isola caraibica.
Nel 1991 lasciò Cuba, stabilendosi negli Stati Uniti, dove lavorò come traduttrice, editorialista ed editrice.  Nel 1998, ha ottenuto il riconoscimento internazionale quando le è stato assegnato il Premio Azorín per il miglior romanzo in Spagna per El hombre, la hembra y el hambre. Quest'opera fa parte della sua serie «The Occult Side of Havana», insieme a Casa de juegos, Gata encerrada e La isla de los amores infinitos ("L'isola degli amori infiniti", Arnoldo Mondadori Editore 2008, traduzione di Claudia Fezzardi). La serie è stata descritta come “il progetto romanzesco più coerente della sua generazione, indispensabile per comprendere la psicologia sociale e le vicissitudini spirituali del popolo cubano”.”  L'Isola degli Amori Infiniti è stato pubblicato in 26 lingue, diventando così il romanzo cubano più tradotto di tutti i tempi. Nel 2007, il romanzo ha ricevuto la medaglia d'oro ai Florida Book Awards, nella categoria "Miglior libro in lingua spagnola".
Nel 2004 è stata ospite d'onore alla 25ª Conferenza Internazionale per il Fantastico nelle Arti (ICFA) negli Stati Uniti. Era la prima volta che l'onore veniva conferito a uno scrittore di lingua spagnola. Nel novembre 2014 è stata ospite d'onore della Fiera del Libro Universitaria di Tabasco (Messico), dove ha ricevuto il Premio Nazionale Malinalli per la Promozione delle Arti, dei Diritti Umani e della Diversità Culturale, che fino ad allora aveva ricevuto solo persone della cultura e della società messicana.
La sua raccolta di racconti, Extraños Testimonios, è stata pubblicata nel 2017. In un'intervista, Chaviano ha classificato il genere di quest'opera come "gotico caraibico", poiché riunisce "elementi di horror, assurdità, erotismo e una certa dose di umorismo à la Cortázar, in ambienti tropicali e soleggiati, in particolare nei Caraibi."
Nel 2019, il suo thriller storico Los Hijos de la Diosa Huracán è stato pubblicato da Grijalbo, la casa editrice spagnola di Penguin Random House. Il romanzo, che ha richiesto più di un decennio di lavoro di ricerca, ricrea e salva il mondo dei Taino, seguendo le tracce e rendendo omaggio all'eredità della principale cultura indigena caraibica. Da qui l'importanza della mitologia Taino nel romanzo, in particolare il simbolismo delle loro tre dee principali: Atabey , Guabancex e Iguanaboína.
Nel 2020, il romanzo ha ricevuto la medaglia d'oro al concorso Florida Book Awards 2019, nella categoria Miglior libro in lingua spagnola, rendendo Chaviano l'unico scrittore a ricevere due volte il premio in quella categoria.
Il suo País de Dragones, pubblicato in Colombia nel 2021, ha vinto il Los Mejores de Banco del Libro, un premio assegnato ai migliori libri per bambini e ragazzi pubblicati in spagnolo in tutto il mondo.
Chaviano è stato docente ospite e autore in visita in diverse università e college, come la Denison University (2007),  la Florida International University (2014), Miami Dade College (2016) e l'Università della Georgia del Nord (2017).
È cugina dell'attore cubano César Évora.

## Influenze letterarie
Le sue influenze letterarie derivano fondamentalmente dal mondo celtico, da diverse mitologie e dalle principali epopee dei popoli antichi. Tra queste fonti si trova il ciclo arturiano; miti greci, romani, egiziani, precolombiani e afro-cubani; e i primi poemi epici dell'umanità, risalenti alla preistoria, come l'Epopea di Gilgamesh, il Mahabharata, il Popol Vuh, l'Odissea e altre opere simili.
L'autrice ha affermato di non avere alcuna affinità con la letteratura cubana. Ha anche dichiarato che, ad eccezione di autori come Manuel Mujica Laínez e Mario Vargas Llosa, il suo unico punto di contatto con l'America Latina è la mitologia precolombiana. La sua passione per la letteratura anglosassone era così forte che, quando entrò all'università, decise di specializzarsi in letteratura inglese per poter leggere molti di questi autori nella loro lingua originale.
Le opere di Daína Chaviano sono state descritte come "esperimenti audaci che abbattono i confini tra i generi".

## Opere
- 2019: Los hijos de la Diosa Huracán (romanzo)
- 2017: Extraños testimonios (racconti brevi).
- 2006: La isla de los amores infinitos (romanzo).
- 2001: País de dragones, (racconti brevi).
- 2001: Gata encerrada, (romanzo).
- 1999: Casa de juegos, (romanzo).
- 1998: El hombre, la hembra y el hambre (romanzo).
- 1994: Confesiones eróticas y otros hechizos (poesia).
- 1990: El abrevadero de los dinosaurios (racconti brevi).
- 1989: La anunciación (sceneggiatura).
- 1988: Fábulas de una abuela extraterrestre (romanzo).
- 1986: Historias de hadas para adultos (romanzi corti).
- 1983: Amoroso planeta (racconti brevi).
- 1980: Los mundos que amo (racconti brevi).

### Opere pubblicate in Italia
- L'isola degli amori infiniti (romanzo), Mondadori, 2008.
- Niobe (racconto), traduzione di Ricardo Bottazzi e Claudio Del Maso, Nova SF*, mar 1997, n. 29 (71), Perseo Libri, Bologna.

## Premi e riconoscimenti
- 2022: Vincitore al Los Mejores de Banco del Libro (Venezuela), per País de dragones.
- 2020: Primo posto in due categorie (Miglior narrativa popolare e Miglior romanzo d'avventura o drammatico in spagnolo) agli International Latino Book Awards , per Los hijos de la Diosa Huracán.
- 2020: Vincitore della medaglia d'oro ai Florida Book Awards 2019, per il miglior libro in lingua spagnola (USA), per Los hijos de la Diosa Huracán.
- 2017: Ospite d'Onore al 12° North American Science Fiction Convention (San Juan, Porto Rico).
- 2014: Premio Nazionale Malinalli 2014 per la Promozione delle Arti, dei Diritti Umani e della Diversità Culturale (Messico).
- 2014: Ospite d'Onore alla Fiera del Libro dell'Università di Tabasco (Messico).
- 2010: Premio letterario internazionale di Dublino IMPAC Longlist per L'isola dell'eterno amore.
- 2008: Finalista del Prix Relay du Roman d'Évasion (Francia), per L'île des amours éternelles.
- 2007: Vincitore della medaglia d'oro ai Florida Book Awards 2006, per il miglior libro in lingua spagnola (USA), per La Isla de los amores infinitos.
- 2004: Ospite d'Onore al 25º Convegno tenuto dall'Associazione Internazionale per il Fantastico nelle Arti, Fort Lauderdale (USA).
- 2003: Premio Internazionale Goliardos Fantasy (Messico), per Fábulas de una abuela extraterrestre .
- 1998: Premio Azorín per il miglior romanzo (Spagna), per El hombre, la hembra y el hambre.
- 1990: Premio Anna Seghers, Accademia delle Arti di Berlino (Germania), per Fábulas de una abuela extraterrestre.
- 1989: Premio Nazionale di Letteratura per l'infanzia e la gioventù "La Edad de Oro" (Cuba), per País de dragones.
- 1988: "13 de marzo", Miglior sceneggiatura di un film letterario (Cuba), per La anunciación.
- 1979: Premio Nazionale David per il miglior libro di fantascienza (Cuba), per Los mundos que amo.